# Милоши, Хюсни
Хюсни Милоши (алб. Hysni Milloshi; 26 января 1946, Мацукуль, Мати (округ) — 25 апреля, 2012, Тирана) — албанский журналист, литератор и коммунистический политик. После падения коммунистического режима в Албании создал ортодоксальную Коммунистическую партию Албании. Выступал с позиций сталинизма и ходжаизма, однако на практике его политическая активность оказывалась выгодна антикоммунистическим силам.

## Журналист коммунистического режима
Родился в сельской семье. Окончил в Шкодере Университет имени Луидя Гуракучи. По специальности филолог и литератор. Служил в вооружённых силах НРА в должности командира взвода. Работал в редакциях армейских газет.
При коммунистическом режиме Энвера Ходжи Хюсни Милоши состоял в правящей Албанской партии труда (АПТ). Окончил Военную академию имени Скандербега и Высшую партийную школу АПТ. По направлению министерства обороны прошёл курс юриспруденции и политических наук в Тиранском университете. Занимал пост секретаря албанского комсомола в Шкодере.
Как журналист и функционер Хюсни Милоши выступал с ортодоксальных коммунистических позиций. Был известен также как литератор и поэт. Стихи Хюсни Милоши иногда сравниваются с есенинскими. Милоши отличался резким конфликтным характером. По этой причине он имел столкновения не только бытового, но и служебного характера.

## Оппозиционный коммунист
В декабре 1990 года Албанию охватили массовые антикоммунистические протесты. Под руководством Рамиза Алии АПТ прибегла к политическим манёврам — от руководства были отстранены наиболее одиозные ходжаисты, санкционирована многопартийная система, провозглашены политические свободы и обещаны дальнейшие реформы. Хюсни Милоши выступал против преобразований, поддерживал таких деятелей, как Неджмие Ходжа и Ленка Чуко.
22 февраля 1991 года Хюсни Милоши учредил в Берате (где в молодости проходил военную службу) сталинистский Союз имени Энвера Ходжи. Предполагается, что поддержку ему оказали крупные функционеры АПТ, недовольные курсом Рамиза Алии. После того, как в июне 1991 года партийный съезд отказался от коммунистической идеологии и преобразовал АПТ в Социалистическую партию Албании (СПА), Хюсни Милоши и его сторонники учредили ортодоксальную Коммунистическую партию (КПА), официально зарегистрированную в 1998 году.

## Парадоксальные результаты политики
Партия Милоши отстаивала традиции сталинизма и ходжаизма, резко критиковала Демократическую партию (ДПА) Сали Бериши. Однако с ещё большей яростью КПА обрушивалась на «ревизионистов» из СПА. Наблюдатели отмечали любопытную тенденцию: в тех случаях, когда позиция КПА имела политическое значение, атаки ортодоксальных коммунистов на бывшую АПТ оказывались выгодны демократам-антикоммунистам.
Самым ярким примером стали местные выборы 2011 года. Хюсни Милоши не имел шансов на победу, однако баллотировался в мэры Тираны. Он собрал менее 1,4 тысячи голосов. Однако эти избиратели оказались потеряны для кандидата СПА Эди Рамы, против которого всеми силами боролся премьер-министр Сали Бериша. В результате мэром албанской столицы был избран представитель ДПА Лулзим Баша. Антикоммунист Баша опередил Раму всего на 81 голос.
Такие эпизоды создали Хюсни Милоши репутацию «чёрной овцы» — деятеля конфликтного, недоговороспособного и не вполне понятного по ориентации и целям.
Скончался Хюсни Милоши от болезни лёгких в возрасте 66 лет. Скорбь по этому поводу одним из первых выразил тогдашний мэр Тираны Баша, считавший, что именно Милоши обеспечил его избрание.